# Иль (приток Вилена)
Иль (фр. Ille, брет. Il) — небольшая река в Бретани, на западе Франции, правый приток Вилена. Иль впадает в Вилен в городе Рен. Длина реки 47 км, площадь бассейна — 470 км². Питание преимущественно дождевое.

## География
Иль протекает через департамент Иль и Вилен. На его пути лежат коммуны Монтрё-сюр-Иль, Беттон и город Рен.

## Канал Иль-э-Ранс
Канал Иль-э-Ранс связывает Иль с рекой Ранс. Благодаря ему существует туристический маршрут из Рена до Сен-Мало, который проходит через Иль, канал Иль-э-Ранс и далее по реке Ранс до её впадения в Ла-Манш.

## Галерея

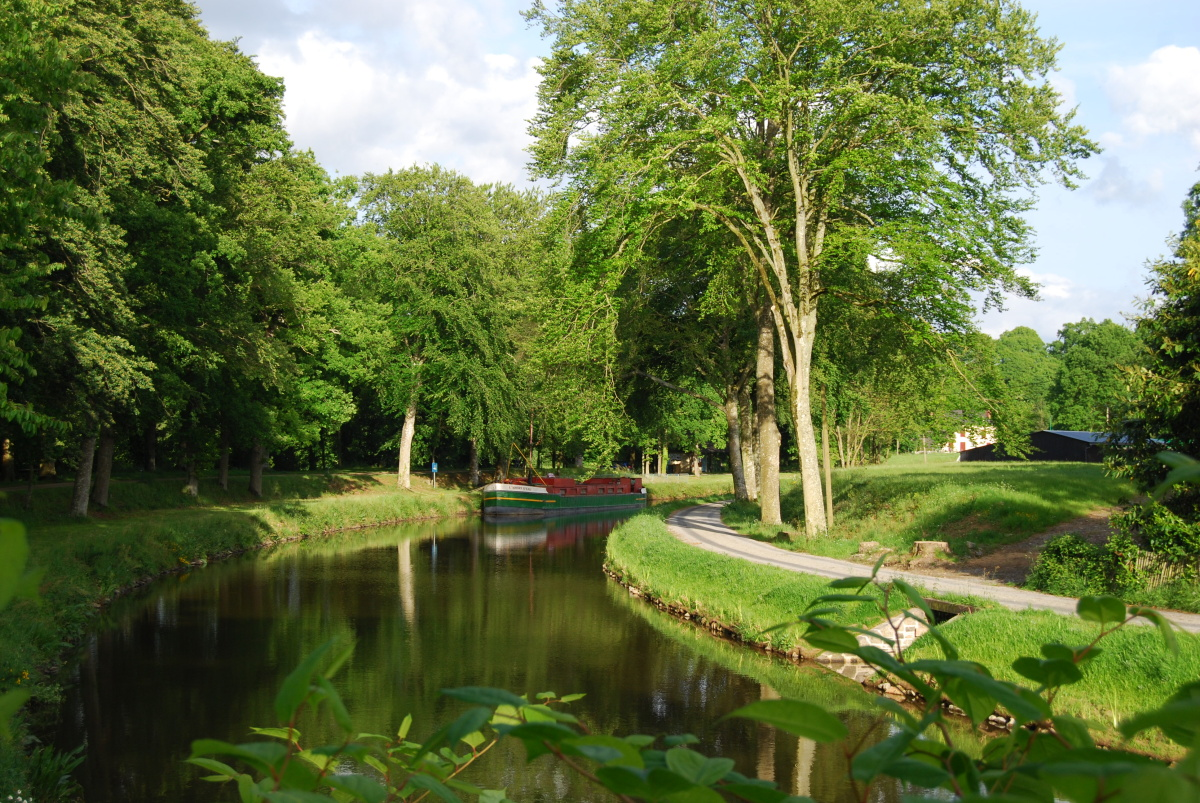
Канал Иль-э-Ранс